# 제주 성읍마을
제주 성읍마을(濟州 城邑마을)은 대한민국 제주특별자치도 서귀포시 표선면에 위치한 민속 마을이다.
1984년 6월 12일 대한민국의 국가민속문화재 제188호 성읍 민속마을(城邑 民俗마을)로 지정되었다가, 2017년 2월 28일 현재의 명칭으로 변경되었다.

## 개요
이 마을은 세종 5년(1423) 제주도가 3개의 행정구역(제주목, 대정현, 정의현)으로 나뉘어 있을 때 정의현의 도읍지로 1400년대부터 구한말까지 약 500년의 세월 동안 옛 제주의 모습을 고스란히 담고 있는 제주를 대표할 만한 민속 유물과 유적들이 모여 있는 곳이다.
공간의 배치는 한국의 읍성에 많은 ‘우’자 모양을 기본으로 하여 남북 자오축 머리에는 동헌을, 가운데는 객사를, 남쪽에는 남대문을 두는 형식을 취했다. 성곽은 직경 2,520척(약 770m) 크기의 귀죽인 네모꼴이며, 그 중심은 객사 대문으로 되어 있다.
마을 한복판에는 ‘천년수(千年樹)’로 이름난 느티나무가 있고 그 주변에는 팽나무들과 정의현청이었던 일관헌(日觀軒)이 있다.
유형의 문화유산으로는 이 지역 특유의 민가들을 비롯하여 향교·일관헌(동헌)·돌하르방·성지·연자마·옛 관서지 등이 있고 무형의 문화유산으로는 제주도 중산간지대 특유의 민요·민속놀이·향토음식·민속공예·방언 등이 풍부하게 남아 있다.

## 느티나무와 팽나무 군
느티나무와 팽나무는 느릅나무과에 속하며 낙엽이 지는 큰 키나무이다. 느티나무는 제주어로 '굴루기낭'이라고 하며 목재가 단단하고 아름다워서 예로부터 건축재·가구재로 많이 쓰였고, 팽나무는 제주어로 '폭낭'이라고 한다. 현재 느티나무는 키가 30m, 가슴높이의 둘레 5m에 이르러 나무의 나이를 약 1,000년 정도로 보고 있으며, 팽나무는 키가 24~32m, 가슴높이의 줄기둘레 2.4~4.5m에 이르고 있어 나무의 나이를 약 600년 정도로 보고 있다.

## 일관헌
일관헌(日觀軒)은 정의현감이 정사를 보던 청사다. 표선면 성읍리에 위치한 일관헌은 "임금을 바라보는 것과 같이 바른 정사를 행한다"는 뜻으로 편액했다. 기록에는 1903년 목사 홍종우가 일관헌으로 고쳐 편액한 것으로 나와 있다. 1423년(세종 5) 안무사 정간이 현청(縣廳)을 성산읍 고성리에서 현재의 성읍리로 옮겼다. 이후 여러차례 증·개축이 이루어졌을 것으로 추정되는 일관헌은 1898년 군수 김희주가 중수한 후, 1975년에 옛 건물을 헐어 복원했다. 구조는 정면 3칸, 측면 2칸, 2층 기단석 위에 축조됐다. 사방으로 창호문을 갖췄고, 측면을 현무암으로 마감했고 팔작지붕이 특징이다.

## 오메기술
제주도는 논이 매우 귀한 섬이라 쌀로 술을 빚지 않으며, 술의 재료는 밭곡식인 ‘조’다. 제주도는 근래까지도 청주나 소주를 좁쌀로 빚는 것이 정통으로 되어 있는 것으로 보아 좁쌀로 술을 빚어 온 역사는 조의 경작만큼 오래되었다.
제주도에서는 좁쌀로 탁주와 청주 등을 빚어 왔는데 탁주를 두고 ‘오메기술’이라고 한다. 오메기술은 탁주를 만드는 술떡의 이름인 ‘오메기’에서 비롯된 것으로 이 떡으로 만든 술이라는 의미를 갖는다. 오메기술을 만드는 데는 여러 단계를 거쳐야 한다. 보통 40되들이 밑술을 담는데 메좁쌀 12되와 누룩을 만들 밀과 보리 10되어가 든다. 술은 언제라도 빚을 수 있지만 24절기 중 상강(음력 10월 24일)이 지나서 새좁쌀로 빚어야 좋다. 성읍민속마을 오메기술은 기능보유자 김을정씨에 의해 전승되고 있다.

## 초가장
제주도 초가는 한반도의 民家와는 다른 것임에도 불구하고 제주도가 중요 민속자료로 지정한 전통 초가에 대한 설계와 보수는 한국 본토에 있는 전통초가의 설계 및 보수 업체가 이를 대신하고 있는 실정이다. 이러한 성읍민속마을을 원형보존하기 위한 노력으로 제주도 전통초가 기능 보유단체 및 기능인을 인정하여 사라지는 제주 원형의 초가 복원을 시행하는데 제주 성읍 중심의 원형복원에서 무형문화재적 가치가 높다.

## 갤러리

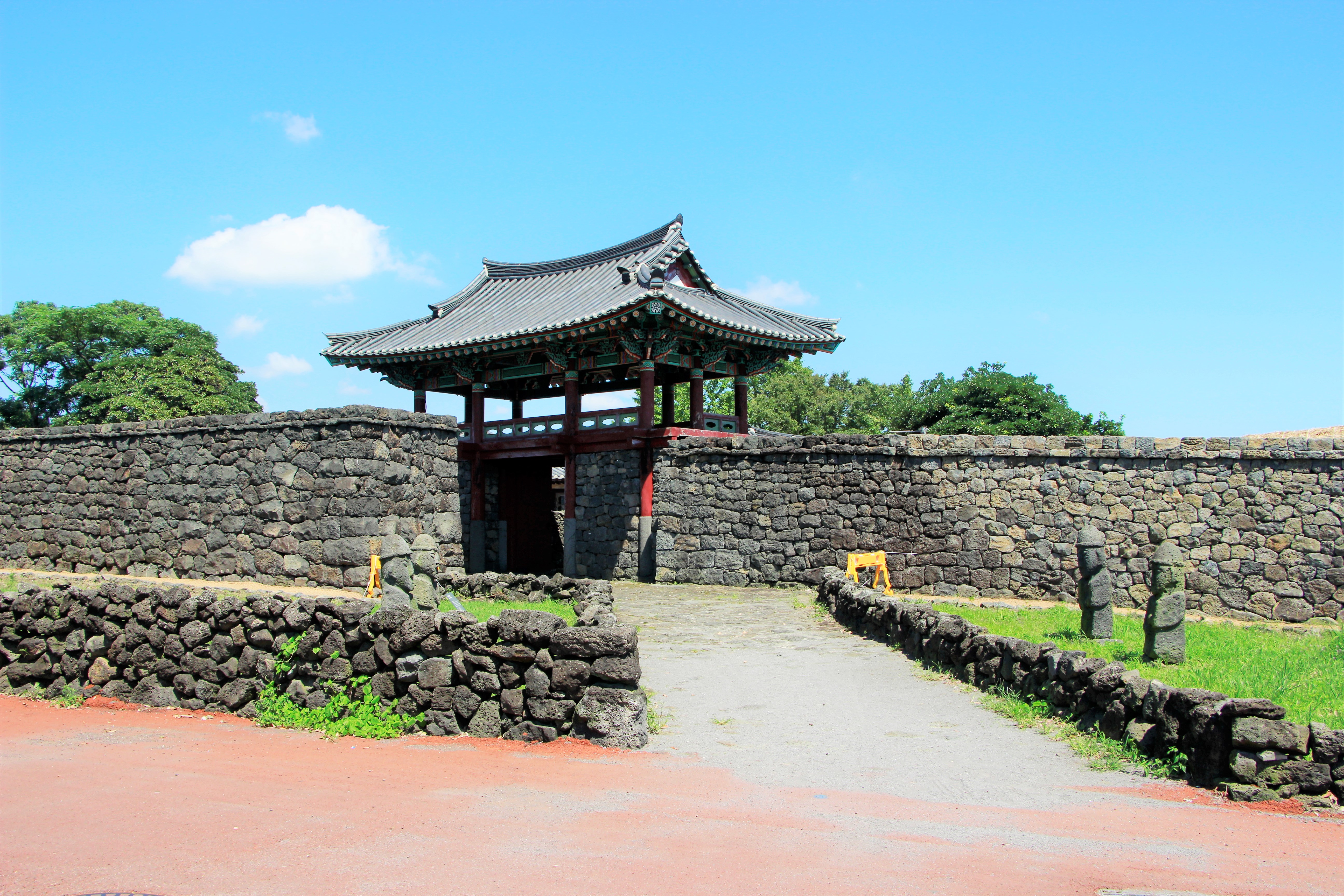
제주 성읍마을의 주 관문 역할을 하는 정의읍성 남문.
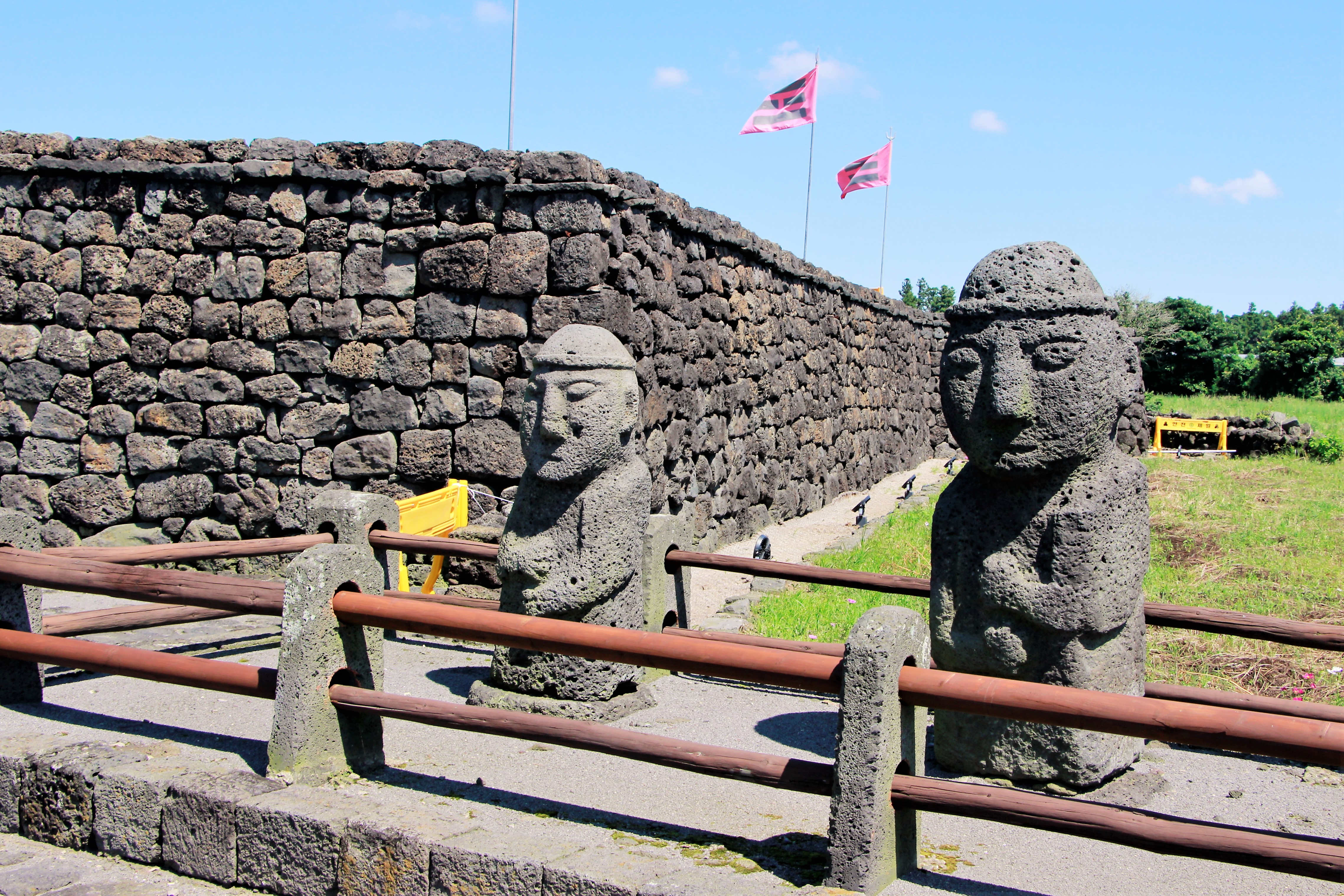
정의읍성 남문 앞 돌하르방. 제주특별자치도의 민속문화재로도 지정되었다.
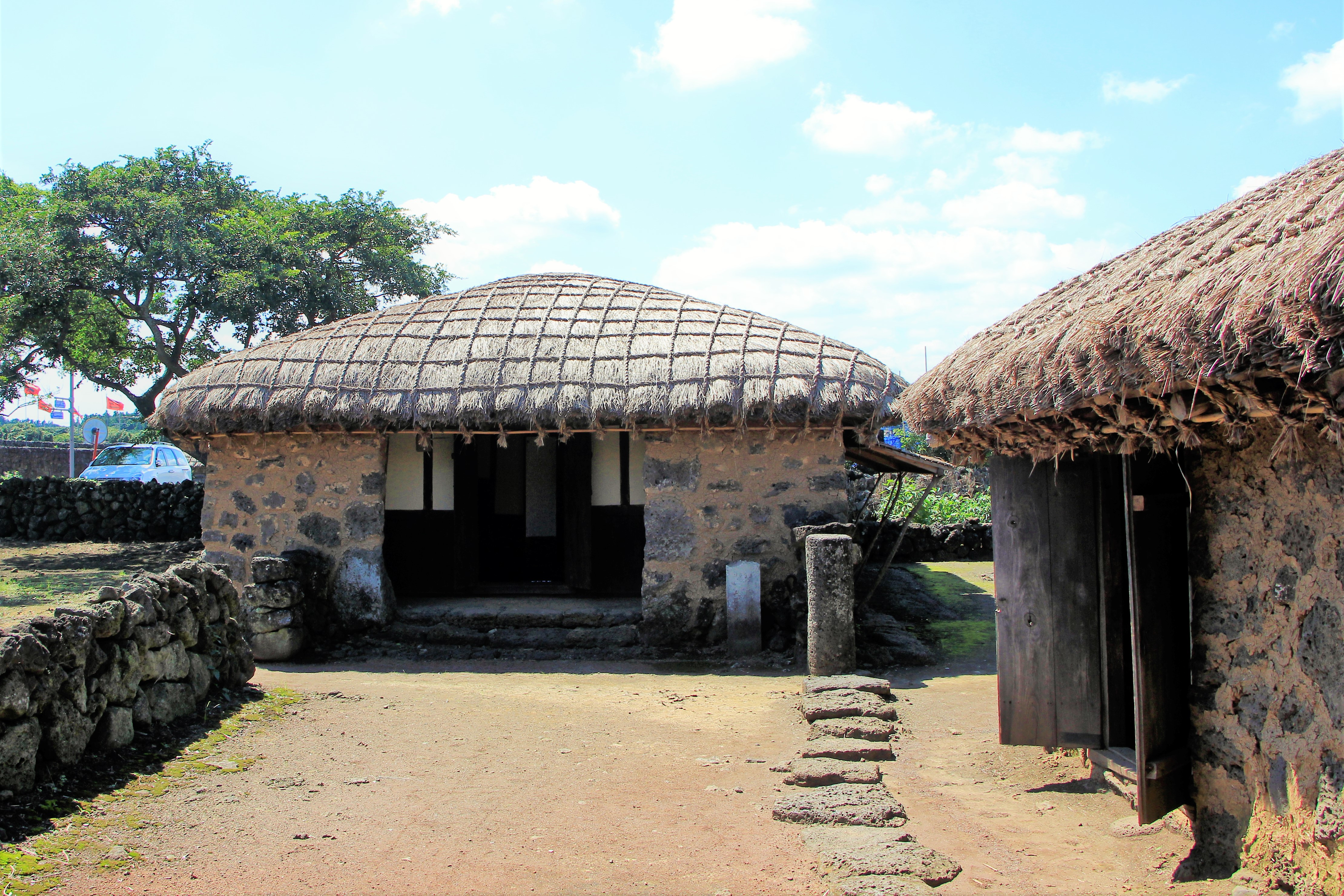
제주 성읍마을 고평오 고택.
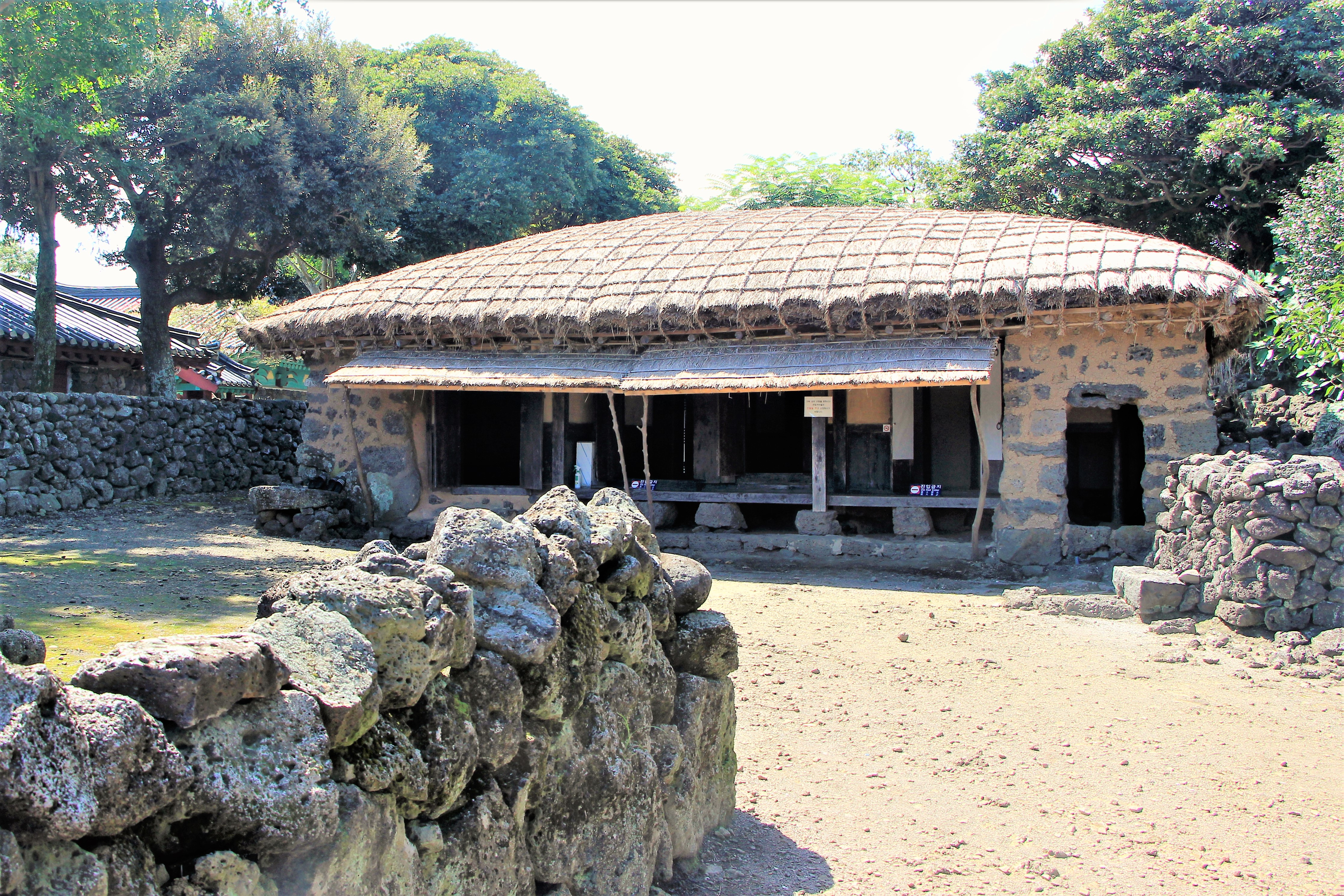
제주 성읍마을 고창환 고택.
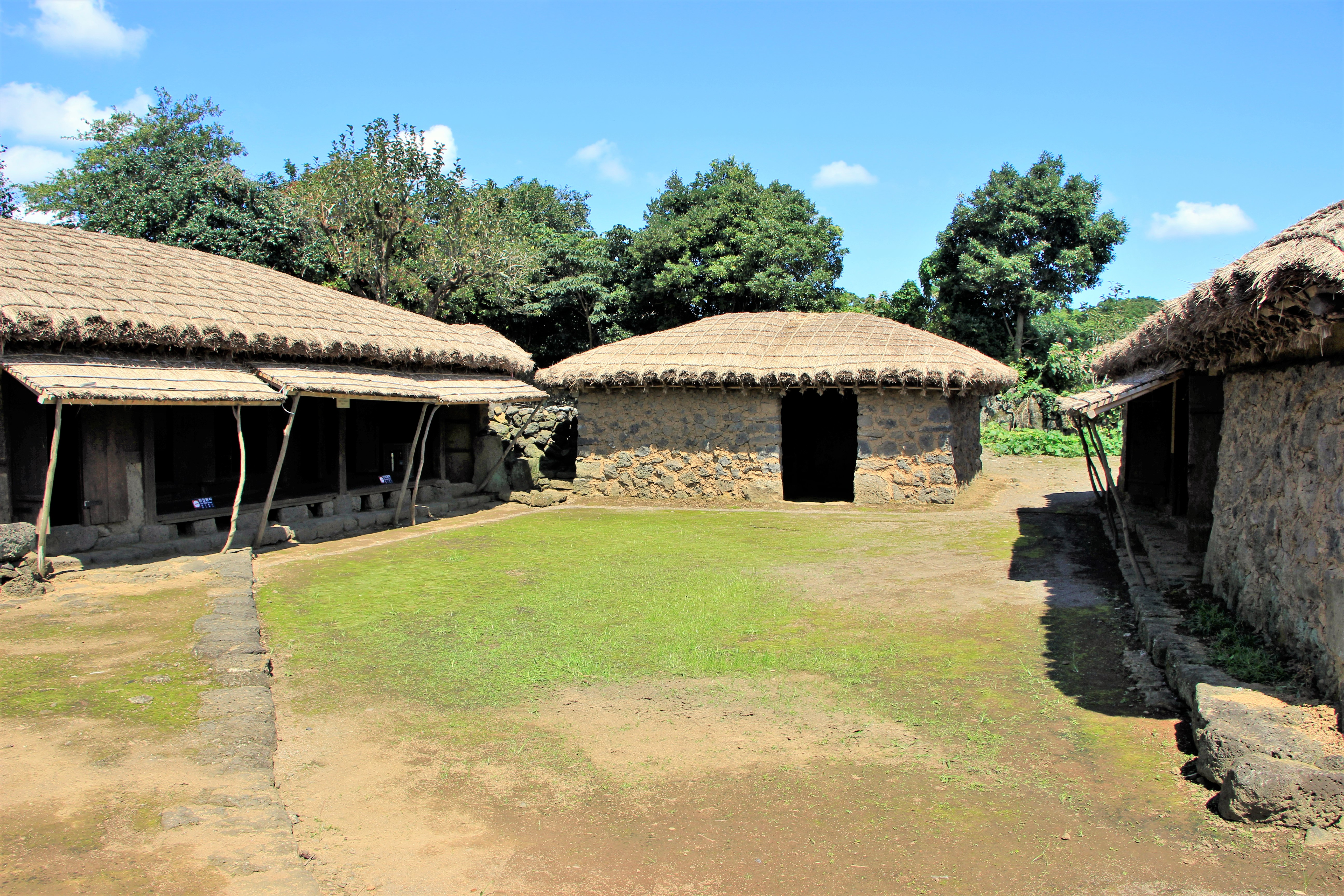
제주 성읍마을 객주집.

## 같이 보기
- 제주 성읍마을 객주집 - 대한민국의 국가민속문화재 제 68호.
- 제주 성읍마을 고평오 고택 - 대한민국의 국가민속문화재 제 69호.
- 제주 성읍마을 고창환 고택 - 대한민국의 국가민속문화재 제 70호.
- 제주 성읍마을 한봉일 고택 - 대한민국의 국가민속문화재 제 71호.
- 제주 성읍마을 대장간집 - 대한민국의 국가민속문화재 제 72호.
- 정의읍성 - 성읍마을을 감싸고 있는 성곽.

## 참고 자료
- 제주 성읍마을 - 국가유산청 국가유산포털